# Nigeria i olympiska sommarspelen 1980
Nigeria deltog med 44 deltagare vid de olympiska sommarspelen 1980 i Moskva. Ingen av landets deltagare erövrade någon medalj.

## Boxning
Bantamvikt
- Nureni Gbadamosi
  1. Första omgången — Bye
  2. Andra omgången — Förlorade mot Michael Anthony (Guyana) på poäng (5-0)

Fjädervikt
- William Azanor
  1. Första omgången — Bye
  2. Andra omgången — Förlorade mot Tsacho Andreikovski (Bulgarien) efter knock-out i första omgången

Lättvikt
- Christopher Ossai
  1. Första omgången — Förlorade mot Richard Nowakowski (Östtyskland) på poäng (0-5)

Lätt weltervikt
- Peter Aydele
  1. Första omgången — Förlorade mot Farouk Jawad (Iraq) på poäng (0-5)

Tungvikt
- Solomon Ataga
  1. Första omgången — Förlorade mot Teófilo Stevenson (Kuba) efter knock-out i första omgången

## Fotboll
Gruppspel
|                 | Spelade | Vinster | Oavgjorda | Förluster | Gjorda mål | Insläppta mål | Poäng |
| --------------- | ------- | ------- | --------- | --------- | ---------- | ------------- | ----- |
| Tjeckoslovakien | 3       | 1       | 2         | 0         | 4          | 1             | 4     |
| Kuwait          | 3       | 1       | 2         | 0         | 4          | 2             | 4     |
| Colombia        | 3       | 1       | 1         | 1         | 2          | 4             | 3     |
| Nigeria         | 3       | 0       | 1         | 2         | 2          | 5             | 1     |

## Friidrott
Herrarnas 100 meter
- Peter Okodogbe
  - Heat — 10,39
  - Kvartsfinal — 10,34
  - Semifinal — 10,51 (→ gick inte vidare)

- Samson Oyeledun
  - Heat — 10,59
  - Kvartsfinal — 10,73 (→ gick inte vidare)

- Hammed Adio
  - Heat — 10,58
  - Kvartsfinal — 10,67 (→ gick inte vidare)

Herrarnas 200 meter
- Hammed Adio
  - Heat — 21,79 (→ gick inte vidare)

Herrarnas 4 x 400 meter stafett
- Sunday Uti, Hope Ezeigbo, Felix Imadiyi och Dele Udo
  - Heat — 3:14,1 (→ gick inte vidare)

Herrarnas längdhopp
- Kayode Elegbede
  - Kval — 7,82 m
  - Final — 7,49 m (→ 11:e plats)

- Jubobosaye Kio
  - Kval — 7,77 m (→ gick inte vidare)

- Yusuf Alli
  - Kval — 7,43 m (→ gick inte vidare)

Damernas 100 meter
- Oguzoeme Nsenu
  - Heat — 11,72
  - Kvartsfinal — 11,55 (→ gick inte vidare)

- Rufina Ubah
  - Heat — 11,75
  - Kvartsfinal — 11,60 (→ gick inte vidare)